# Kenenisa Bekele
Kenenisa Bekele (tiếng Oromo: Qananiisaa baqqalaa; tiếng Amharic: ቀነኒሳ በቀለ; sinh ngày 13 tháng 6 năm 1982) là một vận động viên chạy đường dài người Ethiopia đã giành huy chương vàng trong cả hai sự kiện 5000 m và 10.000 m tại Thế vận hội Mùa hè 2008. Tại Thế vận hội 2004, anh đã giành huy chương vàng ở 10.000 m và huy chương bạc ở 5000 m. Anh đã kết hôn với nữ diễn viên Danawit Gebregziabher và anh có một em trai, Tariku Bekele, cũng là một vận động viên chạy cự ly tầm cỡ thế giới.
Anh là vận động viên thành công nhất trong lịch sử Giải vô địch quốc gia xuyên quốc gia IAAF, với sáu danh hiệu đường chạy dài (12 km) và năm danh hiệu đường chạy ngắn (4 km). Anh đã giành được danh hiệu 10.000 m tại Giải vô địch thế giới về điền kinh năm 2003, 2005, 2007 và 2009 (phù hợp với bốn lần liên tiếp giành chiến thắng của Haile Gebrselassie). Kenenisa đã bất bại hơn 10.000 m kể từ khi ra mắt vào năm 2003 cho đến năm 2011, khi anh không thể kết thúc tại trận chung kết Giải vô địch thế giới.